# Claude Pichois
Claude Pichois, né le 21 juillet 1925 à Paris 17e et mort le 12 octobre 2004 à Neuilly-sur-Seine, est un universitaire français, spécialiste de la littérature française du XIXe siècle notamment de Philarète Chasles et de Charles Baudelaire. 

## Biographie
Né le 21 juillet 1925 dans le 17e arrondissement de Paris,, Claude Pichois est le petit-fils d'Henri Bardou, cofondateur de la Grande épicerie Bardou à Paris. Son père, Léon Pichois, est négociant à Paris.
Après le lycée Carnot, il fait des études à HEC sur les instances de son père. Une fois son diplôme obtenu, il s'inscrit à la Faculté des lettres de Paris. Attaché au CNRS de 1953 à 1956, il est maître de conférences à Aix-en-Provence (1956-1961), puis il est élu professeur à l'université de Bâle (Suisse) et ensuite à l'université Vanderbilt, située à Nashville (États-Unis) ; il termine sa carrière à la Sorbonne Nouvelle. 
Grand expert comparatiste, il réalise notamment dans la Bibliothèque de la Pléiade l'édition des œuvres complètes de Charles Baudelaire, de Colette et de Gérard de Nerval. Il consacre une biographie aux deux premiers.
Spécialiste incontesté de Baudelaire, il maîtrise aussi la littérature française du XIXe siècle. Avec Pierre Brunel (important comparatiste) et André-Michel Rousseau, il publie en 1967 La Littérature comparée, mis à jour et réédité en 1983 sous le titre Qu'est-ce que la littérature comparée ?
En 1958, en collaboration avec Jean Dautry, il publie "Le conventionnel Chasles et ses idées démocratiques" et commence une étude sur son fils, le littérateur Philarète Chasles qui sera le sujet de l'une de ses deux thèses universitaires.
Il publie deux thèses :  L'Image de Jean-Paul Richter dans les lettres françaises, (édition José Corti, 1963), et Philarète Chasles et la vie littéraire au temps du romantisme (éditions José Corti, 1965). 
L’Académie française lui décerne le prix de la critique en 1978 pour l’ensemble de son œuvre.
Il reste fidèle à l'université Vanderbilt où il dirige le « Centre W.T. Bandy pour les études baudelairiennes » de 1982 à 1998.
Claude Pichois meurt le 12 octobre 2004 à Neuilly-sur-Seine.
Depuis 2007, le Trinity College de Dublin attribue tous les trois ans le prix Claude Pichois (Claude and Vincenette Pichois Research Award) à un étudiant dont le domaine de recherche couvre la littérature française des XIXe et XXe siècles.

## Publications
- Baudelaire : Œuvres posthumes, 2 tomes, annoté avec Jacques Crépet, Paris, éditions Louis Conard, Paris, 1952.
- Baudelaire : Œuvres complètes, 2 tomes, Paris, Gallimard, Bibliothèque de la Pléiade, 1975-1976.
- Baudelaire : Correspondance, édition de Claude Pichois, 2 tomes, Paris, Gallimard, Bibliothèque de la Pléiade, 1973.
- Album de la Pléiade : Charles Baudelaire, bibliothèque de la Pléiade, éditions Gallimard, 1974
- Album de la Pléiade : Colette, bibliothèque de la Pléiade, éditions Gallimard, 1984
- Claude Pichois et Jean Ziegler, Baudelaire : biographie, éditions Julliard, Paris, 1987, 704 p. (ISBN 2260004539)
- Album de la Pléiade : Gérard de Nerval, bibliothèque de la Pléiade, éditions Gallimard, 1993.
- Claude Pichois et Robert Kopp, Les Années Baudelaire, Neuchâtel, La Baconnière, 1969.
- Claude Pichois et Alain Brunet : Colette, Le livre de poche, Paris, 2000,  (ISBN 2-253-14934-9) (BNF 37197783), édition d'origine : De Fallois.
- Qu'est-ce que la littérature comparée ?, Armand Colin, Paris, 1983.
- Claude Pichois et Jean Guillaume : Gérard de Nerval : œuvres complètes, 3 tomes, Bibliothèque de la Pléiade, Paris, 1985-1993.
- Claude Pichois et Michel Brix : Gérard de Nerval, Fayard, Paris, 1995.
- Claude Pichois : Auguste Poulet-Malassis, l'éditeur de Baudelaire, Fayard, Paris, 1996.

- Prix Ève Delacroix de l’Académie française en 1997.
- Claude Pichois : Retour à Baudelaire, Slatkine Erudition, Genève, 2005  (ISBN 2-05-101984-3).

## Livres de Claude Pichois

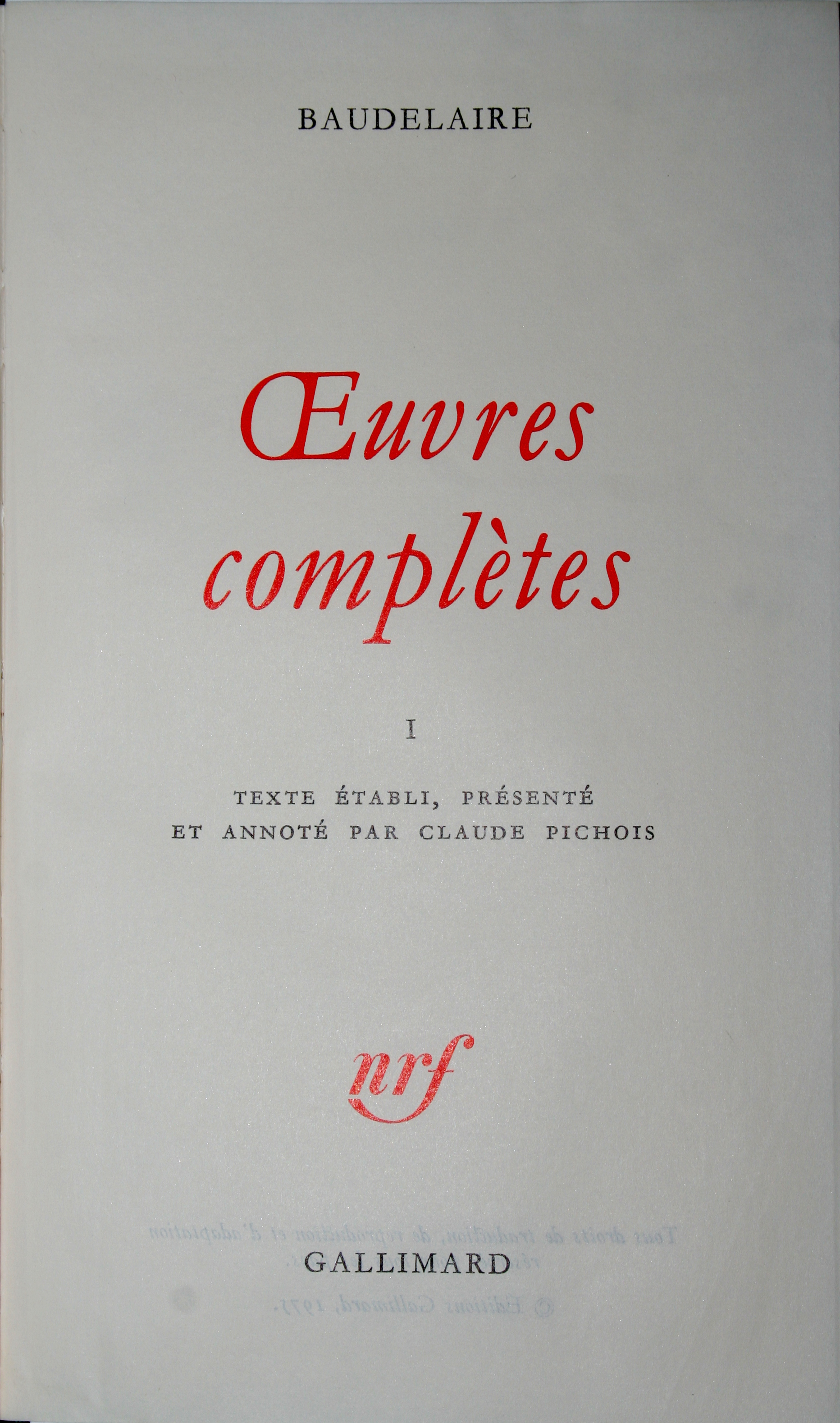
Baudelaire, Œuvres complètes
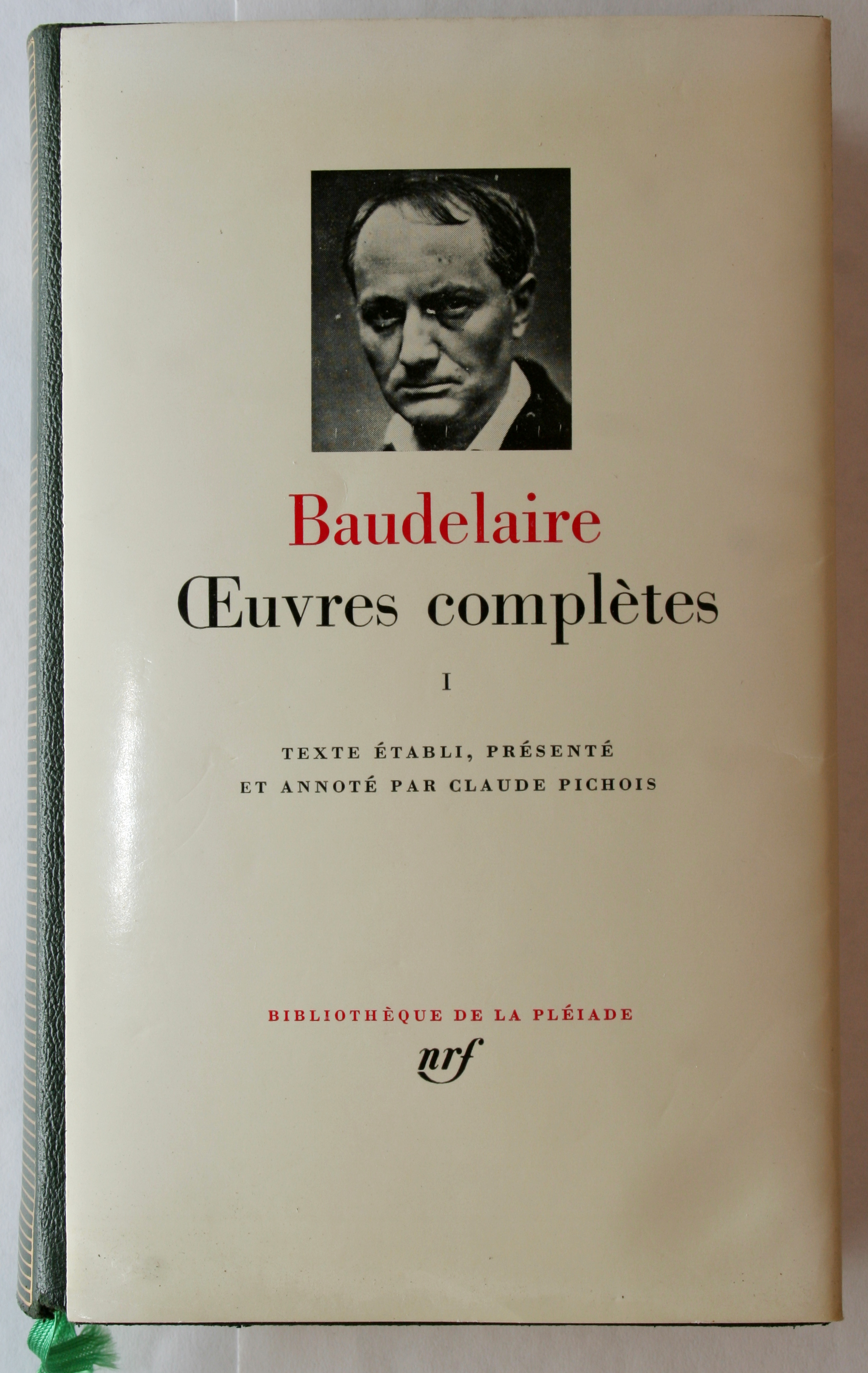
Baudelaire, Œuvres complètes
- Baudelaire, Œuvres posthumes, tome 2
- Baudelaire, Œuvres posthumes, tome 3